# Casa Sacerdotal
La Casa Sacerdotal és un edifici entre mitjaneres, adossat a l'església de Castelldans (les Garrigues) Al segle xv Castelldans passà a la jurisdicció d'Escaladei, al costat de l'església els cartoixans hi tingueren una important dependència.
La coberta és inclinada i de teula àrab; just a sota de la teulada hi ha una sanefa de maons que recorda a les bandes llombardes del romànic. És de planta baixa i pis, fet de grans pedres ben escairades. El portal és adovellat amb un arc de mig punt i espitlleres als laterals. S'hi pot veure a la part central l'escut d'Escaladei i la data de 1682. Al pis superior hi ha una balcó que no hi era en origen, també s'arrebossà la façana en algun moment posterior. La pedra de la balconada mostra dibuixos gravats, cercles i puntes de diamant, disposats a la zona inferior.